# Фіян Володимир
Фіян Володимир (1878–1957) — ботанік родом з Києва.
У 1901 закінчив Київський університет і 1903–1941 працював у ньому (з 1927 — професор). У 1944–1951 — у Житомирському сільськогосподарському інституті.
Праці з питань ембріології і систематики рослин.